# Збройні сили Республіки Конго
Збройні сили Республіки Конго включають Сухопутні війська, Повітряні сили Республіки Конго та Військово-морські сили (оц. 800). Парамілітарні організації включають 2,000 Жандармерію у 20 сотнях та Президентська гвардія, імовірно організована у батальйон. (IISS 2007, p. 269)
5 лютого 2012, відбувся вибух боєприпасів у бараках танковому полку (очевидно 'Regiment Blinde'), що розташовані у п'ятому арондісмані Браззавіля, Унзе. За наявною інформацією, загинули приблизно 206 людей. У місті розташовано п'ять військових частин, і після цих подій, уряд пообіцяв винести усі склади за межі столиці.